# Life Extension Foundation
Life Extension Foundation (LEF) — некомерційна науково-дослідна організація. Заснована в Форт-Лодердейлі, штат Флорида, Солом Кентом і Вільямом Фалуном у 1980 році.
Її основна мета полягає в підтримці фонду досліджень та поширенні інформації про продовження життя, профілактичну медицину, уповільнення старіння і про поліпшення здоров'я, а також спортивні результати, акцентуючи увагу на гормональних і харчових добавках, за рахунок продажу яких вона отримує значну частину своїх доходів.

## Діяльність
LEF видає щомісячний журнал Life Extension, в якому обговорюються медичні дослідження і використання біологічно активних добавок. Частина прибутку від продажу БАД і членських внесків організація використовує для фінансування незалежних досліджень, спрямованих на виявлення нових методів терапії з метою уповільнення і звернення назад процесів старіння. LEF надавав фінансову підтримку, щоб допомогти проведенню досліджень в галузі кріоніки та протидії старінню.

## Ставлення суспільства
Life Extension Foundation часто цитується відомими вченими та публіцистами, що працюють над питаннями антистаріння і генетики. Організація згадується зокрема на kurzweilai.net, сайті відомого вченого і футоролога Рея Курцвейла, а також в журналі Nature була розміщена рецензія на The Life Extension Revolution: The New Science of Growing Older Without Aging , книгу, випущену організацією для популярізації теми. Також фонд часто цитується у зв'язку з біодобавками.